# Roland Buchs-Binz
Roland Buchs-Binz (Friburgo, 12 maggio 1940 – Düdingen, 12 novembre 2022) è stato un ufficiale svizzero, appartenente alla Guardia Svizzera.

## Biografia
Roland Buchs-Binz, dopo la laurea in legge all'Università di Friburgo, entrò a far parte delle guardie svizzere pontificie a partire dal 1976, venendo nominato Maggiore poco dopo.
Nel 1982 venne nominato comandante dell'intero corpo col rango di Colonnello in un momento non facile per il corpo di guardia, scioccato dall'attentato dell'anno precedente a Giovanni Paolo II che ad ogni modo aveva visto impegnate in prima persona le guardie svizzere in difesa del pontefice.
Dopo aver ricoperto l'incarico per quindici anni, nel novembre del 1997 chiese ed ottenne dal papa il permesso di dimettersi dalla carica di comandante "per motivi familiari" e fece ritorno alla nativa Friburgo ma per breve tempo. Dopo l'assassinio del suo successore, Alois Estermann, venne infatti richiamato in Vaticano per assumere temporaneamente la reggenza della carica di comandante, dal maggio al giugno del 1998 per poi pensionarsi definitivamente alla nomina di Pius Segmüller.